# Спонце
Спонце је насеље у Србији у општини Медвеђа у Јабланичком округу. Према попису из 2022. било је 45 становника.

## Географија
Спонце се налази у области Горња Јабланица, село је брдовито-планинског карактера и налази се на самој административној граници између централне Србије и Косова и Метохије. Повезано је асфалтним путем преко села Реткоцер са општинским центром Медвеђом и макадамским путем са Орланом на Косову од кога води асфалтни пут ка Приштини, као и макадамским путем са Туларом одакле води асфалтни пут до Сијаринске бање.

## Демографија
У насељу Спонце живи 155 пунолетних становника, а просечна старост становништва износи 44.1 година (43.5 код мушкараца и 44.9 код жена). У насељу има 51 домаћинство, а просечан број чланова по домаћинству је 3.51.
Становништво у овом насељу веома је нехомогено (према попису из 2002. године).
|  |

| Демографија | Демографија | Демографија |
| Година      | Становника  | Становника  |
| ----------- | ----------- | ----------- |
| 1948.       | 467         |             |
| 1953.       | 519         |             |
| 1961.       | 497         |             |
| 1971.       | 339         |             |
| 1981.       | 279         |             |
| 1991.       | 142         | 142         |
| 2002.       | 179         | 179         |
| 2011.       | 69          |             |
| 2022.       | 45          |             |

| Година пописа     | 1948. | 1953. | 1961. | 1971. | 1981. | 1991. | 2002. |
| ----------------- | ----- | ----- | ----- | ----- | ----- | ----- | ----- |
| Број домаћинстава | 74    | 83    | 87    | 70    | 60    | 49    | 51    |

| Број чланова      | 1 | 2  | 3 | 4 | 5 | 6 | 7 | 8 | 9 | 10 и више | Просек |
| ----------------- | - | -- | - | - | - | - | - | - | - | --------- | ------ |
| Број домаћинстава | 8 | 11 | 9 | 8 | 6 | 5 | 3 | 0 | 1 | 0         | 3,51   |

| Пол    | Укупно | Неожењен/Неудата | Ожењен/Удата | Удовац/Удовица | Разведен/Разведена | Непознато |
| ------ | ------ | ---------------- | ------------ | -------------- | ------------------ | --------- |
| Мушки  | 93     | 27               | 58           | 7              | 1                  | 0         |
| Женски | 66     | 13               | 43           | 9              | 1                  | 0         |
| УКУПНО | 159    | 40               | 101          | 16             | 2                  | 0         |

| Пол    | Укупно                    | Пољопривреда, лов и шумарство | Рибарство                            | Вађење руде и камена | Прерађивачка индустрија       |
| ------ | ------------------------- | ----------------------------- | ------------------------------------ | -------------------- | ----------------------------- |
| Мушки  | 79                        | 51                            | 0                                    | 0                    | 0                             |
| Женски | 34                        | 31                            | 0                                    | 0                    | 0                             |
| УКУПНО | 113                       | 82                            | 0                                    | 0                    | 0                             |
| Пол    | Производња и снабдевање   | Грађевинарство                | Трговина                             | Хотели и ресторани   | Саобраћај, складиштење и везе |
| Мушки  | 0                         | 0                             | 0                                    | 0                    | 3                             |
| Женски | 0                         | 0                             | 0                                    | 0                    | 0                             |
| УКУПНО | 0                         | 0                             | 0                                    | 0                    | 3                             |
| Пол    | Финансијско посредовање   | Некретнине                    | Државна управа и одбрана             | Образовање           | Здравствени и социјални рад   |
| Мушки  | 0                         | 0                             | 1                                    | 0                    | 0                             |
| Женски | 0                         | 0                             | 0                                    | 0                    | 0                             |
| УКУПНО | 0                         | 0                             | 1                                    | 0                    | 0                             |
| Пол    | Остале услужне активности | Приватна домаћинства          | Екстериторијалне организације и тела | Непознато            | Непознато                     |
| Мушки  | 0                         | 0                             | 0                                    | 24                   | 24                            |
| Женски | 0                         | 0                             | 0                                    | 3                    | 3                             |
| УКУПНО | 0                         | 0                             | 0                                    | 27                   | 27                            |

| Национални састав према попису из 2002.‍ | Национални састав према попису из 2002.‍ | Национални састав према попису из 2002.‍ | Национални састав према попису из 2002.‍ | Национални састав према попису из 2002.‍ |
| --------------------------------------- | --------------------------------------- | --------------------------------------- | --------------------------------------- | --------------------------------------- |
|                                         |                                         |                                         |                                         |                                         |
| Срби                                    | Срби                                    |                                         | 26                                      | 14,52%                                  |
| Црногорци                               | Црногорци                               |                                         | 6                                       | 3,35%                                   |
| неизјашњени                             | неизјашњени                             |                                         | 147                                     | 82,12%                                  |

| Национални састав према попису из 2022.‍ | Национални састав према попису из 2022.‍ | Национални састав према попису из 2022.‍ | Национални састав према попису из 2022.‍ | Национални састав према попису из 2022.‍ |
| --------------------------------------- | --------------------------------------- | --------------------------------------- | --------------------------------------- | --------------------------------------- |
|                                         |                                         |                                         |                                         |                                         |
| Срби                                    | Срби                                    |                                         | 45                                      | 100%                                    |

### Становништво
Становништво села које живи током целе године је малобројно и претежно су то старији људи, док током лета село почиње да буде веома живо јер се враћају сви они који су отишли из њега, у друге крајеве Србије (Лесковац, Ниш, Београд), Европу и Америку. Како цео овај крај тако и село је познато по томе што су се у њему у 19. веку доселиле многе породице из Црне Горе.
У селу у засеоку Гашовићи постоји и четворогодишња основна школа.